# Blanca de Artois
Blanca de Artois o Blanche de Artois, también Blanca de Navarra, (c. 1248-Vincennes, 2 de mayo de 1302) fue condesa de Champaña y Brie, princesa de Francia y reina consorte de Navarra, donde ejerció de regente del reino durante la minoría de edad de su hija y heredera, Juana I de Navarra.
Era miembro de la Casa de los Capetos de Artois y se casó, en primeras nupcias, con Enrique de Navarra, entonces tan sólo conde de Rosnay, y tras su breve reinado (1270-1274) Blanca asumió la regencia en nombre de su hija, Juana I que apenas contaba año y medio. Pasó la regencia de Navarra a Felipe III de Francia, su primo y el futuro suegro de su hija, pero retuvo la administración de Champaña. Más tarde compartió el gobierno del rico condado Champaña con su segundo esposo, el Príncipe Edmundo de Láncaster, hasta que Juana cumplió los doce años (1284).

## Matrimonio
Blanca fue la hija mayor, y única, de Roberto I, conde de Artois, y de Matilde de Brabante. Era, por tanto, sobrina del rey Luis IX de Francia y prima de Felipe III. Probablemente nació en 1248 puesto que su padre murió en 1250 «dejando un hijo póstumo, Roberto, nacido ese mismo año.» Su abuela paterna, Blanca de Castilla, fue la razón del nombre recibido.
El 24 de junio de 1269 Teobaldo II de Navarra autoriza a su hermano a casarse con Blanca. Luis IX aportó una dote de 23.000 libras tornesas mientras que su hermano, el conde de Artois, prometía añadir otras 2.000. La ceremonia nupcial tuvo lugar en Melun, cerca de París. Su cuñado, a su vez, estaba casado con su prima, Isabel de Francia.  
Enrique gobernaba en Navarra mientras su hermano Teobaldo y la reina Isabel partieron para unirse a la Octava Cruzada. Cuando regresando de ella murió en Trápani el rey navarro en diciembre de 1270, seguido de su viuda, a los pocos meses, el conde de Rosnay esposo de Blanca se convirtió en Enrique I de Navarra y Conde de Champaña. 

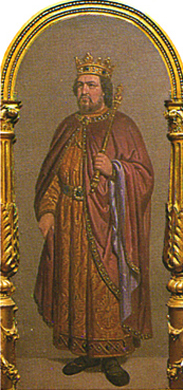
Enrique I de Navarra

Enrique y Blanca tuvieron dos hijos, Teobaldo, nacido en 1271, y Juana, nacida el 14 de enero de 1273. El futuro del trono parecía brillante. En 1273, sin embargo, perdieron a su hijo en un accidente; el joven Teobaldo, Teobaldico, fue dejado caer por su enfermera desde las almenas del castillo de Estella. Su hija Juana acabó siendo la única heredera y fue reconocida por el rey y las Cortes. Al año siguiente, el 22 de julio, el propio rey Enrique murió. La muerte de dos reyes dentro de los cinco años y la adhesión de una reina infanta, la primera mujer en gobernar Navarra y Champaña por igual, desencadenó una crisis política. 

## Regencia
Ahora reina viuda, Blanca se convirtió en regente de su hija. Su regencia en Champaña fue precedida por varias largas regencias de madres viudas, pero esta fue la primera regencia para una mujer gobernante. Los reinos vecinos de Castilla y Aragón se movilizaron para explotar la precaria situación. Tanto Alfonso X de Castilla como Pedro III de Aragón querían asegurar Navarra para sus respectivas casas, ya sea por matrimonio con Joan o por la fuerza. Mientras Pedro contemplaba un matrimonio con un primo de Joan, Alfonso trasladó su ejército a Navarra y comenzó a asediar a Viana. Los ciudadanos defendieron fielmente la ciudad, por lo cual la Reina Blanca les agradeció otorgándoles privilegios especiales.
Blanca permaneció en Pamplona al menos hasta el 14 de abril, pero luego huyó del reino, llevándose a Joan con ella, con el pretexto de visitar los feudos de su hija en el norte de Francia. En realidad, buscó protección de su primo, el rey Felipe III de Francia. En noviembre, ella le rindió homenaje por las posesiones francesas de su hija. La partida casi inmediata tanto del monarca como del regente solo complicó la situación en Navarra. En mayo de 1275, la Reina Blanca firmó el Tratado de Orleans, por el cual prometió la mano de Joan en matrimonio a uno de los dos hijos mayores del Rey de Francia, Luis o Felipe. El anciano murió dentro de un año, y Felipe quedó como heredero del trono francés y como el novio de Joan. Blanche administró los territorios de Joan desde París, nombrando gobernadores para Navarra. Más tarde, este papel fue asumido por el futuro suegro de Joan, mientras que Blanca retuvo la administración de Champaña y Brie.
Muerto el rey Enrique I (22 de julio de 1274), su única hija superviviente, Juana, se convierte en reina de Navarra y condesa de Champaña. Blanca, bajo la protección de la corona de Francia, asumiría la regencia del reino hasta 1284, cuando su hija se casó con el futuro rey Felipe IV de Francia uniéndose ambas coronas hasta 1328.

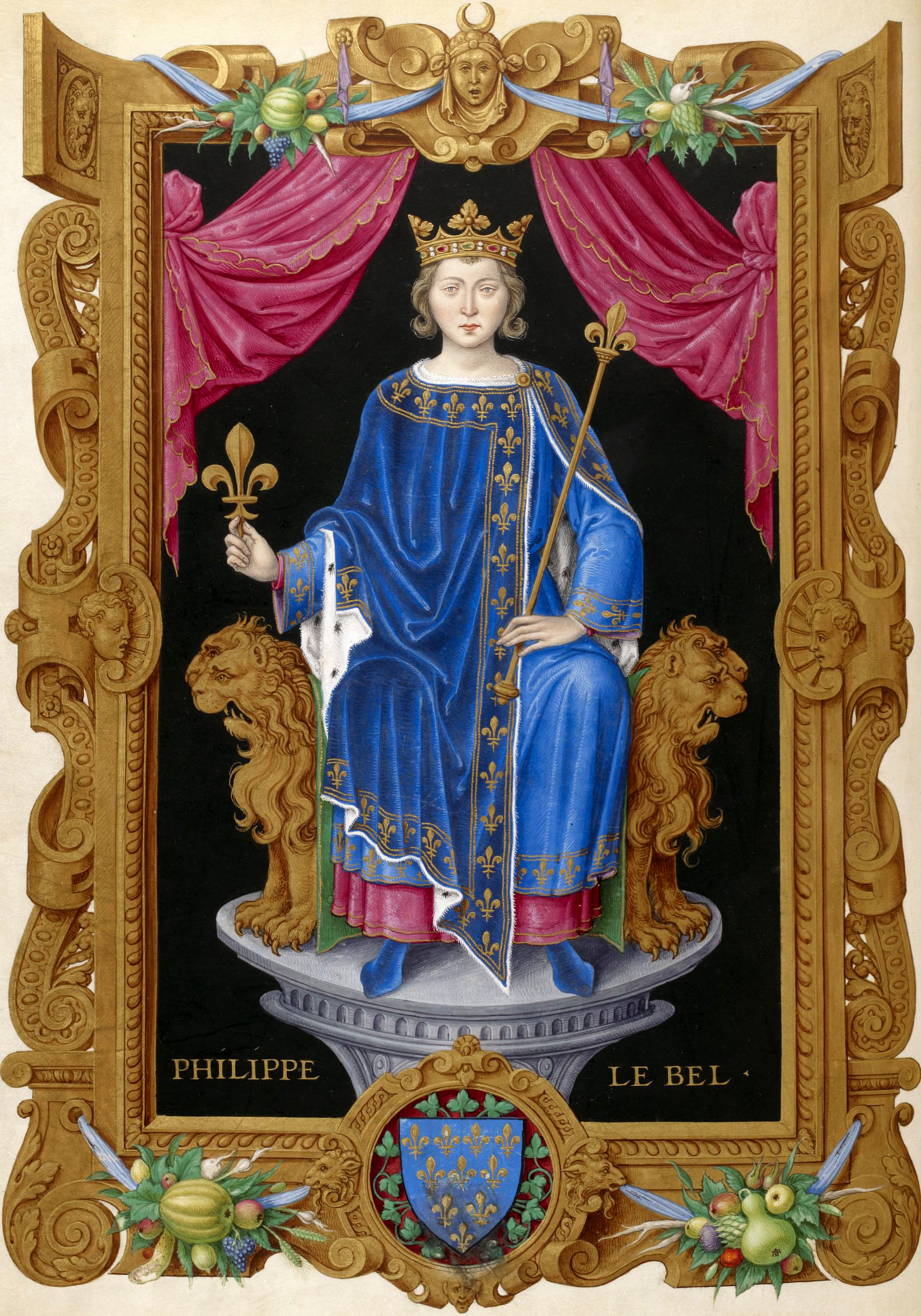
Felipe IV de Francia

## Descendencia
Por su parte, Blanca se había casado en segundas nupcias en París, el 3 de febrero de 1276, con Edmundo de Inglaterra, conde de Láncaster. El matrimonio fue orquestado por la reina viuda de Francia Margarita de Provenza, que deseaba asegurar una novia adinerada para su sobrino. Sin embargo, también hay informes de que los dos se casaron por mutua atracción. Edmund se unió a Blanca para administrar Champagne y Brie.
De este matrimonio nacieron 4 hijos:
- Tomás el Mártir (1280-22 de marzo de 1322), conde de Lancaster y Derby en 1296, conde de Lincoln y Salisbury por su boda (1311); casado con Alicia de Lacy, condesa de Lincoln (1281-1348) —el matrimonio fue anulado en 1318, luego que ella fuera raptada por el caballero Richard de St Martin—. Aunque no fue canonizado, se le venera en Inglaterra como tal.

- Enrique (n. castillo de Grosmont, 1281-m. de plaga, Leicester, 22 de septiembre de 1348), sucesor de su hermano como conde de Láncaster y Derby.

- María (n. ¿1284?-m. joven).

- Juan (n. 1286-Francia, 1327), señor de Beaufort y de Nogent Lartauld; casado con Alix de Joinville (m. 1336).

Cuando Juana tuvo la edad suficiente para casarse y tomar el control total de su herencia, en 1284, Blanca y Edmundo tuvieron que renunciar a los condados. Fueron compensados por la dote de Blanche, una considerable suma de dinero y el derecho a usar el palacio de los reyes navarros en París. Al año siguiente, Felipe III murió y fue sucedido por el yerno de Blanca, Felipe IV.
Cuando estallaron las hostilidades entre Inglaterra y Francia en 1293, Edmund y Blanca dejaron París y se mudaron a Inglaterra. Regresaron a Francia en 1296, pero residieron en las posesiones continentales del rey Eduardo, donde Edmund sirvió como teniente de Gascuña. Blanca enviudó nuevamente en junio del mismo año cuando Edmund murió durante el asedio de Burdeos. Regresó a la corte de su cuñado en noviembre, pero no se quedó en Inglaterra por mucho tiempo. Ella recibió su dote, que consistía en un tercio de todas las tierras de Edmund y todos sus derechos en el condado de Ferrers, y en 1298 estaba de regreso en Francia. Fundó un convento de franciscanos en Nogent-l'Artaud en 1299 y declaró su deseo de ser enterrada allí en lugar de con su segundo esposo en Londres o con su primer esposo en Provins.
Murió en Vincennes, el 2 de mayo de 1302, a los 54 años de edad. Fue enterrada en el Convento de los Cordeliers de París donde, junto a ella, años más tarde, será enterrada también su hija Juana.